# Stefan Gaisreiter
Stefan Gaisreiter (n. 10 decembrie 1947, Murnau am Staffelsee, Bizone⁠(d), Germania) este un bober ce a reprezentat Germania, medaliat olimpic. A participat la o ediție a Jocurilor Olimpice (1972) în care a câștigat o medalie de bronz.

## Participări
Lista de mai jos prezintă principalele competiții la care a participat Stefan Gaisreiter de-a lungul carierei.
- bobsleigh at the 1972 Winter Olympics[*]